# HD 1976
HD 1976，又名BD+51 62，SAO 21366、HR 91，是一颗恒星，视星等为5.57，位于銀經118.68，銀緯-10.63，其B1900.0坐标为赤經0h 18m 52.2s，赤緯+51° -10.63′ 57″。